# Blow That Smoke
"Blow That Smoke" é uma música do grupo de música eletrônica americana Major Lazer com a cantora sueca Tove Lo, lançada em 17 de outubro de 2018. Foi estreada no programa Zane Lowe's show no Beats 1. Ela marca a primeira colaboração entre o grupo e Lo.

## Composição
"Blow That Smoke" é uma música de dança tropical e electropop com elementos de dancehall e reggaeton. Tove Lo disse que ela e o grupo "tinha algumas sessões e tentou encontrar mais dias juntos, mas nós nunca estamos no mesmo lugar o tempo suficiente para realmente fazer o trabalho", então ela enviou o vocal de Diplo para uma música, que ele gostou e colocou em uma faixa. Lo disse a Zane Lowe que ela mais tarde ouviu a versão final da música, que tinha sido acelerada cerca de 10 BPM a partir do que era uma "muito lenta e mal-humorada para começar".

## Recepção crítica
Marina Pedrosa, da Billboard, chamou a canção de "hino de dança tropical" e uma "canção electropop" contendo uma "batida sensual com uma pitada de reggaeton" que a "voz angelical" de Lo canta como "Agora tenho as chaves do céu / Babes tudo ao redor e eles têm minha mente girando" terminou. Mike Waas, do Idolator, contrastou positivamente a música com o material solo de Lo, notando que em "Blow That Smoke" parece que ela está se divertindo. Também foi afirmado que a música "soa como um sucesso" e disse que Lo "adora uma batida inspirada na ilha".
Escrevendo para Dancing Astronaut, Chris Stack nomeou uma continuação da recente produção de Major Lazer "celebrando suas raízes Afrobeat" e também julgou que tinha uma "batida na ilha"." Patrick Doyle, da Rolling Stone, senti que a música tinha "raízes Afropop" além de ser um "bouncey stomper com um riff de guitarra da África Ocidental e groove pesado". Winston Cook-Wilson da Spin nomeou-a como uma "faixa com sabor caribenho que se encaixa com o habitual M.O. de Major Lazer mais de perto do que a sensibilidade usual e mais acanhada de Tove Lo". Jael Goldfine da Stereogum disse que "pode ser apenas a música mais baixa que um artista já fez".

## Promoção
Lo e Major Lazer anunciaram na mídia social que lançariam uma colaboração na mesma semana, com Lo chamando-a de "doce surpresa" e compartilhando um trecho da faixa.

## Desempenho nas paradas musicais
| Tabela musical (2018)                             | Melhor posição |
| ------------------------------------------------- | -------------- |
| Bélgica (Ultratip Bubbling Under da Valônia)      | 45             |
| Estados Unidos (Billboard Dance/Electronic Songs) | 21             |
| Nova Zelândia Hot Singles (RMNZ)                  | 25             |
| Suécia (Sverigetopplistan)                        | 71             |